# Hrdlička - Žďánská hora
Hrdlička - Žďánská hora este o arie protejată (arie specială de conservare — SAC, sit de importanță comunitară — SCI) din Republica Cehă întinsă pe o suprafață de 68,07 ha, integral pe uscat.

## Localizare
Centrul sitului Hrdlička - Žďánská hora este situat la coordonatele 49°47′31″N 14°24′32″E / 49.791944°N 14.408889°E.

## Înființare
Situl Hrdlička - Žďánská hora a fost declarat sit de importanță comunitară în aprilie 2005 pentru a proteja 1 specie de animale. Situl a fost protejat și ca arie specială de conservare în martie 2017.

## Biodiversitate
Situată în ecoregiunea continentală, aria protejată nu include niciun habitat protejat.
La baza desemnării sitului se află o specie protejată de  nevertebrate: Euplagia quadripunctaria.